# Замойский, Ян (воевода)
Ян «Собепан» Замойский (пол. Jan Sobiepan Zamoyski; 9 апреля 1627, Замосць — 7 апреля 1665, Замосць) — 3-й ординат Замойский (1638—1665), генерал земли подольской (1637), великий кравчий коронный (1653), великий подчаший коронный (1655), воевода сандомирский (1659—1665), воевода киевский (1658—1659), староста калушский и ростоцкий, сын великого канцлера коронного Томаша Замойского и Катажины Острожской, внук «великого гетмана коронного Яна Замойского», последний представитель старшей ветви Замойских.
В 1651 году Ян Замойский сражался против восставших украинских казаков в битве при Берестечке. Во время войны со шведами (1655—1660) Ян Замойский сохранил верность польскому королю Яну II Казимиру и отказался признавать верховную власть шведского короля Карла Х Густава. В 1656 г. руководил обороной собственной крепости Замостье, осаждённой шведской армией. В том же 1656 г. участвовал в трехдневной битве под Варшавой, где командовал хоругвью драгун (300 чел.) и хоругвью гусар (137 чел.). В 1658 г. был назначен воеводой киевским, а в следующем 1659 г. получил должность воеводы сандомирского. В 1659 году он вооружил за свой счёт войско и воевал с украинскими казаками. В 1663 году ему удалось привести конфедератов к покорности Яну Казимиру.
3 марта 1658 года Ян Замойский женился на 17-летней французской дворянке и красавице Марии-Казимире д’Аркьен, придворной даме польской королевы Марии Луизы Гонзаго, от брака с которой имел четырёх детей, которые умерли в младенчестве. В июле 1665 г. после смерти воеводы сандомирского Яна «Собепана» Замойского его вдова Мария-Казимира вторично вышла замуж за великого маршалка коронного и будущего польского короля Яна Собеского. Ян Замойский был последний из потомков великого гетмана по прямой линии. Его поместья унаследовал племянник, Михаил Корибут Вишневецкий.
Ян Замойский — один из персонажей романа «Потоп» Генрика Сенкевича.